# حمام نوده
حمام نوده مربوط به دوره پهلوی اول است و در شهرستان گناباد، بخش مرکزی، روستای نوده واقع شده و این اثر در تاریخ ۲۲ مرداد ۱۳۸۴ با شمارهٔ ثبت ۱۳۱۱۱ به‌عنوان یکی از آثار ملی ایران به ثبت رسیده است.